# Mohamed Ousserir
Mohamed Nassim Ousserir (Boufarik, 5 februari 1978) is een Algerijns voetballer die dienstdoet als doelman. Hij verruilde in 2013 CR Belouizdad voor MC El Eulma. Hij speelde tussen 2003 en 2008 vijf wedstrijden voor het Algerijns voetbalelftal.

## Spelerscarrière
| Seizoen   | Club            | Land     | Competitie                    | Wed. | Goals |
| --------- | --------------- | -------- | ----------------------------- | ---- | ----- |
| 1999-2004 | RC Kouba        | Algerije | Algerian Championnat National | 134  | 0     |
| 2004-2007 | NA Hussein Dey  | Algerije | Algerian Championnat National | 70   | 0     |
| 2007      | → CR Belouizdad | Algerije | Algerian Championnat National | 7    | 0     |
| 2007-2013 | CR Belouizdad   | Algerije | Algerian Championnat National | ...  | ...   |
| 2013-     | MC El Eulma     | Algerije | Algerian Championnat National | ...  | ...   |
|           |                 |          | Totaal                        | ...  | ...   |